# Referéndum sobre el matrimonio igualitario en Suiza de 2021
El referéndum sobre el matrimonio igualitario en Suiza de 2021 fue un referéndum facultativo celebrado en ese país el 26 de septiembre de ese año sobre una enmienda al Código Civil para legalizar matrimonio entre personas del mismo sexo, así como derechos de adopción para parejas del mismo sexo y acceso a tecnología de reproducción asistida para parejas de mujeres. La enmienda se tituló «matrimonio para todos» (en alemán, Ehe für alle; en francés, marriage pour toutes et tous) en la campaña local. 
El 64.1 % de los votantes y todos los cantones apoyaron la enmienda, cuya fecha de entrada en vigor sería el 1 de julio de 2022. El referéndum convirtió a Suiza en el trigésimo país en el mundo que introduce el matrimonio igualitario en su legislación y uno de los últimos en Europa Occidental.

## Propósito
El asunto de la enmienda en el referéndum era legalizar el matrimonio entre personas del mismo sexo en Suiza, adopción por parejas del mismo sexo y técnicas de reproducción asistida para parejas de mujeres. Permitía la opción de mantener la unión civil, introducida en 2005.

## Historia
Suiza permite a sus ciudadanos solicitar un referéndum facultativo para impugnar una ley aprobada por la Asamblea Federal. Como requisito, la petición debe alcanzar al menos 50 000 firmas dentro 100 días después de la publicación de la ley nueva en la Gaceta Federal. El evangélico partido cristiano Unión Democrática Federal (EDU) ya había anunciado en junio de 2020 que abogaría por un referéndum contra la legalización del matrimonio entre personas del mismo sexo.
Después de largas discusiones, iniciadas por una propuesta de ley de 2013 por el Partido Verde Liberal, la Asamblea Federal aprobó una moción para la legalización de matrimonio igualitario en 2020. Contó con el apoyo del gobierno federal y todos los partidos políticos, excepto gran parte de la ultraderechista Unión Democrática de Centro (SVP/UDC), aproximadamente la mitad del partido El Centro y el propio EDU. La enmienda al Código Civil fue publicada en la Gaceta Federal el 31 de diciembre de 2020, provocando que los opositores comenzaran a recoger firmas contra ella hasta el 10 de abril de 2021.
Hubo tres comités de recolección de firmas para el referéndum. El primero, del EDU, se denominó «No al matrimonio para todos». El segundo, por parlamentarios del SVP/UDC, El Centro y el Partido Popular Evangélico llevaba por eslogan «No a la donación de esperma a parejas del mismo sexo». Un tercer comité, llamado «No a la comodificación de los niños», estuvo liderado por parlamentarios del SVP/UDC del cantón del Valais; también se autodenominaron «Por la fundación familiar».
El 12 de abril de 2021, los opositores al matrimonio igualitario anunciaron que habían recogido 59 176 firmas certificadas y las presentaron en la Cancillería Federal. El 27 de abril, la Cancillería certificó 61 027 firmas válidas, el cual significó que la ley sería sometida al voto popular. El 19 de mayo, el Consejo Federal decidió que el referéndum tendrá lugar el 26 de septiembre de 2021.
En las discusiones previas a la votación, los proponentes del matrimonio igualitario, entre los que estaba la ministra federal de Justicia Karin Keller-Sutter, destacaron la necesidad de acabar con la discriminación y desigualdad; aseguraron que la ley sería un paso importante para terminar con la estigmatización y discriminación social contra las parejas del mismo sexo. También enfatizaron el interés superior de los niños y sus derechos a desarrollarse en un entorno estable, independientemente de la configuración familiar. No obstante, la propuesta excluye cualquier apertura en materia de gestación subrogada o donación de ovocitos (prohibidas en la Constitución federal); tal apertura necesitaría una enmienda constitucional, requiriendo una doble mayoría del voto popular y de los cantones.
Los oponentes de la enmienda, principalmente de círculos conservadores, sostuvieron el argumento de respetar las tradiciones; también de que cambiar la definición de matrimonio necesitaría una enmienda constitucional en lugar de estatutaria. Sin embargo, sus principales llamados se relacionaban en el presunto bienestar de niño, como el derecho de un niño a conocer a su propio padre, que, según arguyeron, estaría en peligro para los hijos de parejas femeninas del mismo sexo. La Red Evangélica Suiza SEA-RES, detractor de larga data de la legalización, reafirmó el 16 de agosto su oposición al «matrimonio para todos», la adopción homoparental y el uso de la donación de esperma para parejas de lesbianas, opinando que los niños y sus derechos estarían «particularmente afectados» por estas prácticas. La asociación manifestó así que no quiere que los niños «se vuelvan en objeto de autorrealización para los adultos», en detrimento de los primeros.
El 3 de septiembre, la Federación Francófona de Iglesias Evangélicas (FREE) anunció que no adoptaba posición y llamó a los cristianos a votar en su alma y conciencia.
Una manifestación a favor de la legalización se organizó el 4 de septiembre en Zúrich, bajo el lema «Confía en ti mismo. Matrimonio para todos ya».
El Consejo Federal y el Parlamento recomiendan que se votar a favor del matrimonio entre personas del mismo sexo.

## Encuestas de opinión
Encuestas previas al referéndum coherentemente mostraban aproximadamente un apoyo de dos tercios de los electores para la ley.
| Encuestador | Comisionado por | Fecha      | Sí | Probablemente sí | Indeciso Sin respuesta | Probablemente no | No |
| ----------- | --------------- | ---------- | -- | ---------------- | ---------------------- | ---------------- | -- |
| gfs.Bern    | SRG SSR         | 20/08/2021 | 55 | 14               | 2                      | 9                | 20 |
| LeeWas GmbH | Tamedia         | 13/08/2021 | 56 | 8                | 1                      | 6                | 29 |
| LeeWas GmbH | Tamedia         | 01/09/2021 | 60 | 6                | 1                      | 4                | 29 |
| gfs.Bern    | SRG SSR         | 15/09/2021 | 53 | 10               | 2                      | 8                | 27 |
| LeeWas GmbH | Tamedia         | 15/09/2021 | 64 | 3                | 1                      | 3                | 29 |

## Resultados
64.1 % de los votantes y todos los cantones apoyaron la enmienda al Código Civil para legalizar matrimonio entre personas del mismo sexo. En una conferencia de prensa del Consejo Federal organizada la noche de las elecciones, se anuncia su entrada en vigencia para el 1 de julio de 2022.